# Eugenia glandulosopunctata
Eugenia glandulosopunctata är en myrtenväxtart som beskrevs av P.E.Sánchez och Luis J. Poveda. Eugenia glandulosopunctata ingår i släktet Eugenia och familjen myrtenväxter.
Artens utbredningsområde är Costa Rica. Inga underarter finns listade i Catalogue of Life.